# Messier 54
Messier 54 (M54 ili NGC 6715) kuglasti je skup u zviježđu Strijelcu. Skup je otkrio Charles Messier 24. srpnja 1778. godine. Opisao ga je kao veoma tamnog prilikom promatranja iz Pariza. William Herschel uspio je razlučiti tucet zvijezda magnitude + 14 i + 15 pri rubovima.

## Svojstva
M54 je veoma koncentriran skup, pripada u tip III skupove. Prividan promjer skupa je oko 12'. Jezgra skupa je veoma gusta i malena, njen promjer je tek 2,1' s gustim središtem od 1' u promjeru. 
Najsjajnije zvijezde sjaja sjajem od magnitude + 15,5 magnitude dok je sjaj horizontalne grane skupa + 17,7. U skupu su otkrivene 82 promjenjive zvijezde od čega ih 55 pripada zvijezdama tipa RR Lyrae. 
Dugo vremena se vjerovalo da se M54 nalazi na udaljenosti od 50,000 do 65,000 ly. Godine 1994. otkriveno je da M54 ne pripada Kumovoj slami nego pripada nedavno otkrivenoj patuljastoj galaksiji SagDEG, tj patuljastoj galaktici u Strijelcu eliptična oblika. Ova je galaktika poslije patuljaste galaktike u Velikom psu najbliži susjed naše Kumove slame. Otkrivena je 1993. godine. Do tada je vrijedio M54 kao kuglasti skup u Kumovoj slami. Skupa s M79 koji je u patuljastoj galaktici Velikog psa, čini najduže poznate kuglaste skupove izvan naše galaktike.
M54 dijeli osobine s galaksijom SagDEG koji se udaljava od nas jednakom brzinom kao i M54 (oko 130 km/s). Nakon otkrića popravljene su i procjene udaljenosti tako da se danas smatra da se M54 nalazi na udaljenosti od 87.400 svj. godina. U slučaju da se nova procjena pokaže točnom, M54 bi mogao biti jedan od najsjajnijih kuglastih skupova koji su do danas otkriveni. Njegov sjaj bi mogao biti oko 850.000 puta veći od sjaja Sunca i jedino bi kuglasti skup Omega Centauri bio sjajniji u našoj galaksiji. Promjer skupa bi također bio veći, čak 300 svj. godina. Skup je tri puta udaljen od svojih prividnih susjeda, M69 i M70. M54 je prvi kuglasti skup izvan naše galaktike kojeg je Charles Messier otkrio.
Budući da se M54 nalazi u središtu SagDEG-a, neki smatraju da bi ona mogla biti jezgrom; Drugi smatraju da je to stvarni kuglasti skup koji je upao u središte ove galaktike zbog opadanja iz svoje orbite čemu je uzrok bila dinamičko trenje. 

## Amaterska promatranja
M54 je malen ali sjajan. U dvogledu je vidljiv, ali nakon pažljivog promatranja jer ga je lako zamijeniti za zvijezdu. U 200 mm skupu je vidljiva umjereno svijetla jezgra i slaba granulacija pri rubu. Problem pri promatranja ovog skupa je i njegova velika južna deklinacija od - 30° što znači da se kod nas ne diže visoko nad horizontom.
Lako ju je naći jer je blizu zvijezde ζ Sagittarii. Ne može joj se vidjeti pojedinačne zvijezde niti s većim amaterskim teleskopima.
Srpnja 2009. skupina je astronoma izvijestila da je pronašla dokaze o postojanju crne rupe srednje mase u srcu M54.

## Vanjske poveznice
- (engl.) SEDS: NGC 6715
- (engl.) Hartmut Frommert: Revidirani Novi opći katalog
- (engl.) Izvangalaktička baza podataka NASA-e i IPAC-a
- (engl.) Astronomska baza podataka SIMBAD
- (engl.) VizieR
- (engl.) Auke Slotegraaf: NGC 6715 Deep Sky Observer's Companion
- (engl.) Courtney Seligman: Objekti Novog općeg kataloga: NGC 6700 - 6749